# Lezija
Lézija je poškodba ali okvara (kožna okvara). Noksa ali škodljivost, za kožo je odvisna od tipa, jakosti in trajanja.